# T.I.

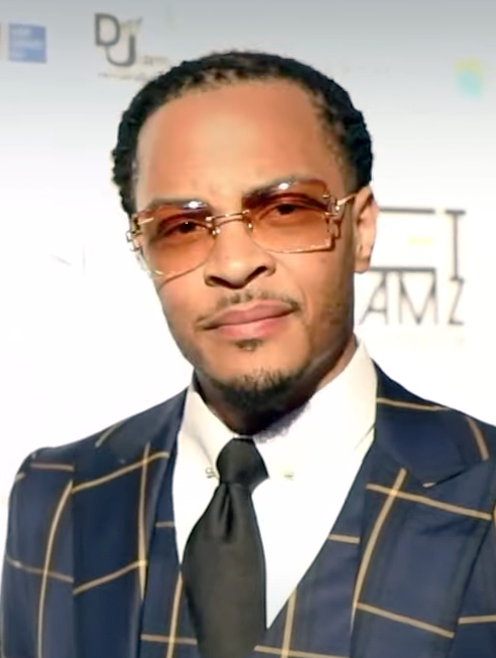
T.I. (2022)

Clifford Joseph Harris Jr. (* 25. September 1980 in Atlanta, Georgia), besser bekannt unter seinen Künstlernamen T.I. und T.I.P., ist ein US-amerikanischer Rapper, Schauspieler und Filmproduzent. Er ist einer der wichtigsten Vertreter des Südstaaten-Raps, auch Dirty South genannt. 

## Biografie

### Frühe Jahre
Harris wuchs bei seinen Großeltern in Atlanta auf und war als Jugendlicher als Drogendealer tätig. An diesem Ort soll sein Spitzname „Rubber Band Man“ (zu Deutsch = Gummiband-Mann) entstanden sein, eine Anspielung auf die Angewohnheit, mit der Anzahl der am Arm getragenen Gummibänder seinen aktuellen finanziellen Status zu signalisieren. Im Alter von 14 Jahren war er bereits mehrmals verhaftet worden.
T.I. gilt als der Erfinder der sogenannten Trap Musik, sprich der Musik aus der „Trap“ (wörtliche Übersetzung = Falle), das er selbst als „Umschlagsplatz des Hustlers, sein Büro“ bezeichnet. Laut ihm ist dies „so etwas wie der Grundstein der Unterwelt, der Ort, an dem du wirklich alles finden kannst, was du gerade so brauchst, ob das nun Essensmarken zum halben Preis sind, ein Flatscreen-Fernseher oder neue Felgen“. Mit diesem Geld, das er dort verdiente, musste er seine Familie ernähren, da sein Vater spurlos verschwunden, sein Onkel für zehn Jahre im Gefängnis und seine Mutter Sozialhilfeempfängerin war. Als er 14 Jahre alt war, konnte er bereits seiner Mutter und sich je ein Auto kaufen. Verdient hatte er das Geld vor allem auch durch Drogenverkäufe von seinem Zimmerfenster aus.
Von diesen Einflüssen geprägt schrieb er als Vierzehnjähriger sein erstes Lied Dope Boyz (zu Deutsch in etwa = Drogenhändler). Dieses war jedoch nicht erfolgreich.

### 2000–2002: Jahre bei Arista
Mit 20 Jahren schaffte er den Sprung in die Musikindustrie, als sein Cousin ihn dem Produzenten DJ Toomp vorstellte. Er bekam einen Vertrag bei LaFace Records. Ein Jahr später erschien dann sein erstes Album I'm Serious. Auf dem Album waren viele Produktionen und Gastauftritte bekannter Interpreten wie The Neptunes oder Jazze Pha. Da das Album jedoch kaum Beachtung fand, wurde Infolgedessen T.I.'s Vertrag bei LaFace gekündigt. Zudem musste er 2002 noch eine Strafe im Gefängnis antreten.

### 2003–2004: Durchbruch
Mit seinem zweiten Album Trap Muzik, das 2003 über sein neu gegründetes Label Grand Hustle erschien, gelang ihm der Durchbruch. Es konnte auf Platz 4 der Billboard 200 einsteigen, während die Single 24's in die Billboard Hot 100 kam und zu dem auch im Soundtrack zu Need for Speed: Underground enthalten war, weswegen er auch außerhalb der USA bekannt wurde. Die Single Be Easy konnte den Erfolg nicht wiederholen während die beiden 2004 ausgekoppelten Singles Rubber Band Man und Let's Get Away (feat. Jazze Pha) zu Top-40-Singles in den USA wurden.

### 2004–2005:Urban Legend
Ende 2004 veröffentlichte Atlantic Records sein bis dahin, kommerziell gesehen, erfolgreichstes Album: Urban Legend. Als Gäste waren unter anderem Trick Daddy, Nelly, Pharrell Williams, Lil Jon, Lil’ Kim und Lil Wayne vertreten. Die Single Bring Em' Out konnte auch international in die Charts einsteigen und kam in den USA bis in die Top 10 der Charts. Auch die beiden anderen Singles U Don't Know Me und ASAP konnten weitere Erfolge feiern.
In der gleichen Zeit stand er zudem zusammen mit Destiny’s Child und Lil Wayne an den Spitzen weltweiter Charts.

### 2005–2006:King

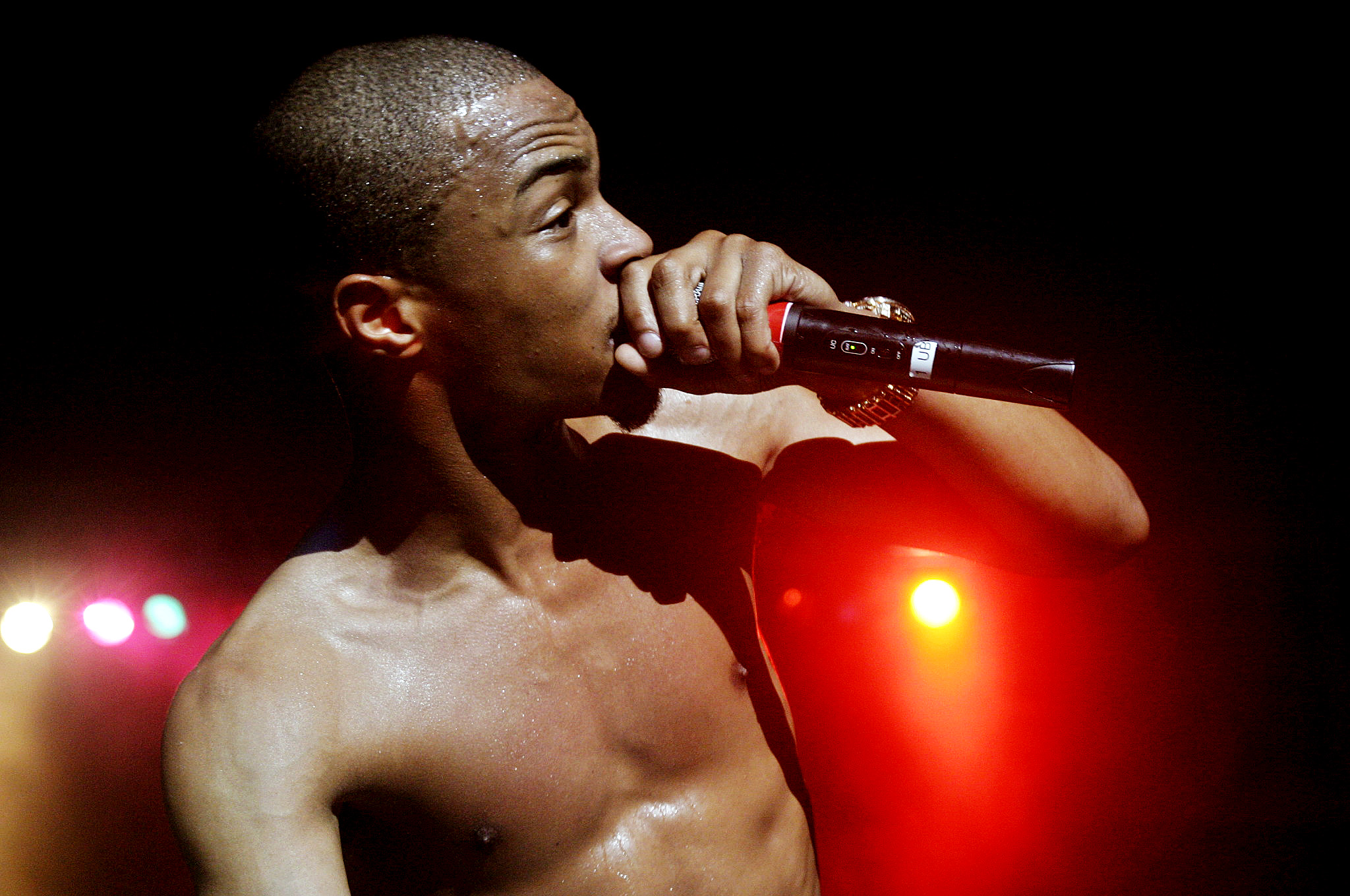
T.I. (2006)

Dieses wurde von seinem Anfang 2006 veröffentlichten Album King noch einmal übertroffen. Es stieg direkt auf Platz 1 der amerikanischen Billboard-Charts ein und ist sein meistverkauftes und wohl auch von Kritikern am meisten akzeptiertes Album. 
Sein größter Solohit ist What You Know, der 2006 Platz 3 in den US-Billboard-Charts erreichte und mit Doppel-Platin ausgezeichnet wurde. Kurze Zeit später stand er dann als Feature zusammen mit Justin Timberlake und dessen Single My Love auf Platz 1 der US-Charts. Zudem erreichte zugleich seine Single Why You Wanna die Top 30 der Charts.

### 2006–2007:T.I. vs T.I.P.
2007 erschien mit dem erfolgreichen Album T.I. vs. T.I.P. sein zweites Nummer-1-Album in den USA. Die Single Big Things Poppin' (auch bekannt als Big Shit Poppin) wurde sehr erfolgreich. Außerdem nahm T.I. ein Featuring mit der R&B-Sängerin Nicole Scherzinger auf dem Song Whatever U Like auf.

### 2008–2009:Paper Trailund Haft
Am 30. Oktober 2008 erschien T.I.s siebtes Album, Paper Trail, in den USA. Es stieg sofort in der ersten Woche in den US-Charts auf Platz 1 ein. 
Bei der Single Live Your Life ist am Anfang des Songs ein Sample aus dem Song Dragostea din Tei von O-Zone zu hören. Die Single wurde zudem T.I.s zweiter Nummer-1-Hit in den USA, nach Whatever You Like, der ersten Single-Auskopplung aus Paper Trail. Die Single Dead and Gone wurde zudem sein größter Erfolg in Deutschland.
Am 13. Oktober 2007 wurde T.I., der bereits vorbestraft ist, von dem Bureau of Alcohol, Tobacco, Firearms and Explosives (ATF) wegen mutmaßlichen illegalen Waffenbesitzes und Versuchs illegalen Waffenerwerbs mit der Unterstützung eines Bodyguards verhaftet. In Folge stand er unter Hausarrest, die einzigen Personen, die mit ihm zusammenleben dürfen, sind seine Frau und seine Kinder.
Am 27. März 2009 wurde der Rapper zu einem Jahr und einem Tag Gefängnis sowie 1000 Stunden Sozialarbeit verurteilt. Die 1000 Sozialstunden wurden von einem Kamerateam verfolgt und in einer achtteiligen Reality-Serie auf MTV ausgestrahlt. Am 26. März 2010 wurde T.I. aus einem Sozialintegrationshaus entlassen. Danach jedoch muss er immer noch rund 500 Sozialstunden leisten und 23 Stunden Hausarrest zusätzlich absitzen.

### 2010–heute:No MercyundTrouble Man

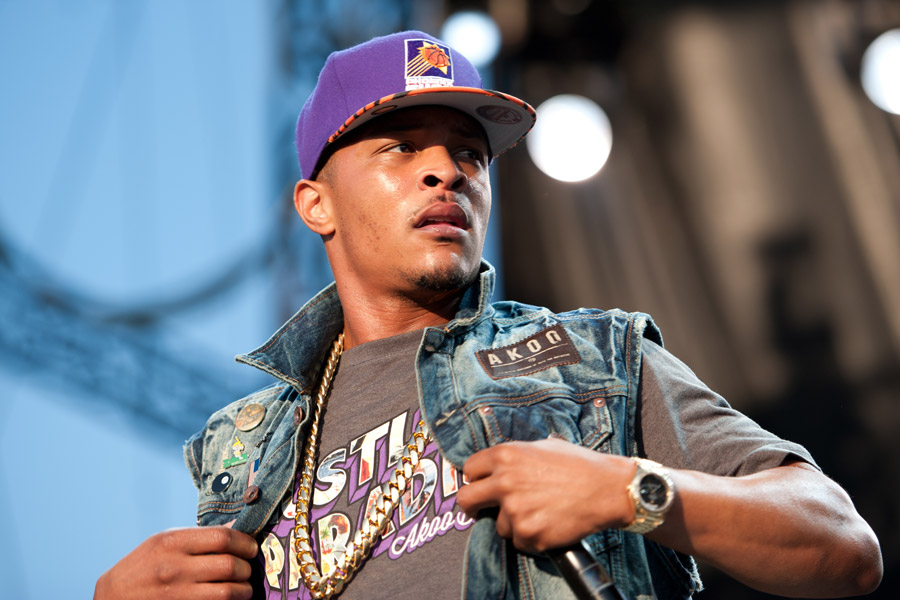
T.I. (2012)

Am 15. April wurde bekannt gegeben, dass T.I.'s nächstes Album den Titel King Uncaged tragen solle. Am 13. Mai 2010 war T.I. erstmals wieder in einer Talkshow zu Gast, bei Larry King Live. Hierbei diskutierte er mit Larry King über seine Haft und sein nächstes Albumprojekt. Am 24. Mai veröffentlichte T.I. eine Single aus dem Soundtrack zu dem Film Takers, "Yeah Ya Know (Takers)".
Die erste offizielle Single des Albums, Get Back Up, wurde am 29. Oktober 2010 veröffentlicht, gleichzeitig wurde bekannt, dass das Album nun den Titel No Mercy tragen solle. Am selben Tag wurde T.I. erneut verhaftet, da er gegen Bewährungsauflagen verstoßen hatte. Am 1. November trat der Rapper eine elfmonatige Haftstrafe an.
No Mercy erschien am 7. Dezember 2010 und enthält Kollaborationen mit Drake, Christina Aguilera, Kanye West und Eminem.
Das in den folgenden zwei Jahren aufgenommene Album Trouble Man: Heavy Is the Head  erschien am 18. Dezember 2012 und ist der erste Teil eines Zweiteilers. Der zweite Teil soll den Titel Trouble Man: He Who Wears the Crown tragen.

## Künstlername
T.I. bezeichnet sich selbst gerne als „King of the South“. Sein eigentlicher Künstlername „T.I.P.“ ist abgeleitet von seinem Spitznamen Tip. Als er einen Vertrag bei Atlantic Records unterschrieb, änderte er seinen Namen auf Wunsch des Labels, um Verwechslungen mit dem ebenfalls bei Arista unter Vertrag stehenden Q-Tip zu vermeiden, in T.I.

## Verschiedenes
Am 13. Oktober 2010 erfuhr T.I. aus dem Radio von einem Mann, der sich von einem 22-stöckigen Gebäude in Atlanta stürzen wollte. Nachdem die Polizei seine Hilfe angenommen hatte, konnte er vor Ort den Mann von dessen Vorhaben abbringen.
Sein Lied 24’s wurde im Soundtrack des Videospiels Need for Speed: Underground verwendet.

### Andere Tätigkeiten
T.I. gründete die Baufirma New Finish, mit der er Häuser in schlechtem Zustand aufkauft, renoviert und weiterverkauft. Ebenso besitzt er ein Autohaus, zu dessen Stammkunden u. a. die Spieler des Basketballteams Atlanta Hawks gehören.

### „Jungfrauen-Test“-Kontroverse
T.I. erzählte 2019 in einem Podcast, dass er an die Sexualität seiner Kinder unterschiedliche Standards anlegt: Während sein älterer Sohn schon mit 14 Jahren ungestört sexuell aktiv sein durfte, fuhr er seine Tochter bis zu ihrem 18. Lebensjahr zur Frauenärztin, um dort zu erfahren, ob ihr Hymen intakt sei. Er setzte sie unter Druck, eine Freigabe des Arztgeheimnisses zu unterschreiben, damit er das Ergebnis erfahren könne. T.I. erfuhr nach der Veröffentlichung aufgrund seiner Übergriffigkeit und seines Besitzanspruches an die Jungfräulichkeit seiner Tochter harsche Kritik in Presse und Medien.

### Sexueller Missbrauch und Körperverletzung
Laut The Hollywood Reporter reichte der Rechtsanwalt Tyrone A. Blackburn Klage gegen T.I. und seine Ehefrau Tiny ein und forderte die Behörden zu Ermittlungen wegen sexuellen Missbrauchs, erzwungener Einnahme illegaler Drogen, Entführung, Freiheitsberaubung, Einschüchterung, Übergriffe und Belästigung in mindestens elf Fällen auf. Laut Blackburn handele es sich um „methodischen und sadistischen Missbrauch“. Das Ehepaar wies alle Vorwürfe zurück. Im Zuge der Berichterstattung zur Klage wurde bekannt, dass T.I. nicht wie geplant an der neuen Disney-Produktion Ant-Man and the Wasp: Quantumania mitwirken werde. Von wem diese Entscheidung getroffen wurde, ist unklar.

## Auszeichnungen
- Vibe Awards, 2004 (Best Street Anthem für Rubber Band Man)
- Vibe Awards, 2005 (Best Street Anthem für U Don't Know Me)
- BET Awards, 2005 (Most Stylish Male)
- BET Awards, 2006 (Best Male Hip Hop Artist)
- Grammy Awards, 2007 (Best Rap Solo Performance für What You Know)
- Grammy Awards, 2007 (Best Rap/Song Collaboration für My Love)
- MTV Video Music Awards, 2009 (Best Male Video für Live your Life feat. Rihanna)

## Diskografie
Studioalben

| Jahr | Titel Musiklabel                                    | Höchstplatzierung, Gesamtwochen, AuszeichnungChartplatzierungen (Jahr, Titel, Musiklabel, Platzierungen, Wochen, Auszeichnungen, Anmerkungen) | Höchstplatzierung, Gesamtwochen, AuszeichnungChartplatzierungen (Jahr, Titel, Musiklabel, Platzierungen, Wochen, Auszeichnungen, Anmerkungen) | Höchstplatzierung, Gesamtwochen, AuszeichnungChartplatzierungen (Jahr, Titel, Musiklabel, Platzierungen, Wochen, Auszeichnungen, Anmerkungen) | Höchstplatzierung, Gesamtwochen, AuszeichnungChartplatzierungen (Jahr, Titel, Musiklabel, Platzierungen, Wochen, Auszeichnungen, Anmerkungen) | Höchstplatzierung, Gesamtwochen, AuszeichnungChartplatzierungen (Jahr, Titel, Musiklabel, Platzierungen, Wochen, Auszeichnungen, Anmerkungen) | Anmerkungen                              |
| Jahr | Titel Musiklabel                                    | DE | AT | CH | UK | US | Anmerkungen                              |
| ---- | --------------------------------------------------- | --- | --- | --- | --- | --- | ---------------------------------------- |
| 2001 | I’m Serious Arista Records                          | — | — | — | — | US98 (3 Wo.)US | Erstveröffentlichung: 9. Oktober 2001    |
| 2003 | Trap Muzik Grand Hustle Records                     | — | — | — | — | US4 Platin · (51 Wo.)US | Erstveröffentlichung: 19. August 2003    |
| 2004 | Urban Legend Grand Hustle Records                   | — | — | — | — | US7 ×2Doppelplatin · (43 Wo.)US | Erstveröffentlichung: 30. November 2004  |
| 2006 | King Grand Hustle Records                           | DE86 (1 Wo.)DE | — | CH99 (1 Wo.)CH | UK83 Silber · (3 Wo.)UK | US1 ×2Doppelplatin · (47 Wo.)US | Erstveröffentlichung: 27. März 2006      |
| 2007 | T.I. vs. T.I.P. Grand Hustle Records                | DE96 (1 Wo.)DE | — | CH59 (2 Wo.)CH | — | US1 Platin · (33 Wo.)US | Erstveröffentlichung: 3. Juli 2007       |
| 2008 | Paper Trail Grand Hustle Records                    | DE79 (1 Wo.)DE | — | CH46 (5 Wo.)CH | UK42 Gold · (28 Wo.)UK | US1 ×4Vierfachplatin · (57 Wo.)US | Erstveröffentlichung: 26. September 2008 |
| 2010 | No Mercy Grand Hustle Records                       | — | — | — | UK39 (1 Wo.)UK | US4 Platin · (20 Wo.)US | Erstveröffentlichung: 7. Dezember 2010   |
| 2012 | Trouble Man: Heavy Is the Head Grand Hustle Records | — | — | — | — | US2 Gold · (27 Wo.)US | Erstveröffentlichung: 18. Dezember 2012  |
| 2014 | Paperwork Grand Hustle Records / Sony Music         | — | — | CH64 (1 Wo.)CH | UK85 (1 Wo.)UK | US2 (20 Wo.)US | Erstveröffentlichung: 17. Oktober 2014   |
| 2018 | Dime Trap Grand Hustle Records / Sony Music         | — | — | — | — | US13 (4 Wo.)US | Erstveröffentlichung: 5. Oktober 2018    |
| 2020 | The L.I.B.R.A. Grand Hustle Records / Empire        | — | — | — | — | US18 (3 Wo.)US | Erstveröffentlichung: 16. Oktober 2020   |

## Filmografie
- 2005: O.C., California (Fernsehserie)
- 2005: Punk’d (Fernsehserie)
- 2006: ATL – Verloren in Atlanta
- 2007: American Gangster
- 2007: For Sale
- 2007: Random Check
- 2007: Ballers
- 2010: Takers – The Final Job (Takers)
- 2012: Hawaii Five-0 (Fernsehserie)
- 2013: Voll abgezockt (Identity Thief)
- 2014: House of Lies (Fernsehserie)
- 2015: Der Knastcoach (Get Hard)
- 2015: Ant-Man
- 2015: Entourage
- 2017: Sleepless – Eine tödliche Nacht (Sleepless)
- 2018: Ant-Man and the Wasp
- 2019: The Trap
- 2019: Dolemite Is My Name
- 2020: Cut Throat City – Stadt ohne Gesetz (Cut Throat City)
- 2020: Monster Hunter
- 2023: Fear